# The Crane Wife
The Crane Wife ist das vierte Studioalbum der amerikanischen Indie-Folkband The Decemberists. Es wurde am 3. Oktober 2006 in den USA bei Capitol Records veröffentlicht. Produziert wurde es von Tucker Martine und Christopher Walla (Death Cab for Cutie). The Crane Wife beruht auf einem japanischen Volksmärchen. Im Mittelpunkt des Albums stehen zwei Songs, The Crane Wife und The Island, Letzterer ist von William Shakespeares Der Sturm inspiriert.
Das Albumcover wurde von Carson Ellis erstellt, Colin Meloys Ehefrau.

## Handlung
The Crane Wife ist eine alte, japanische Sage. Ein armer Mann findet einen verletzten Kranich, nimmt ihn mit zu sich nach Hause und pflegt ihn gesund. Nachdem er den Kranich wieder freigelassen hat, kommt eine Frau zu seiner Haustür. Er verliebt sich in die Frau und heiratet sie wenig später. Da beide sehr arm sind, bietet seine Frau an, wundersame Kleider aus Seide zu nähen und sie auf dem Markt zu verkaufen – aber nur, wenn er verspricht, ihr nie bei der Herstellung zuzuschauen. Die Kleider verkaufen sich gut und der Mann fordert von seiner Frau, dass sie noch mehr webt als bisher. Je mehr seine Gier nach Reichtum steigt, desto schlechter geht es seiner Frau. Eines Tages beobachtet er sie, wie sie die Kleider herstellt. An dem Webstuhl sitzt jedoch nicht seine Frau, sondern ein Kranich, der sich seine eigenen Federn ausrupft. Als dieser den Mann sieht, fliegt er davon und kommt nie wieder.
Colin Meloy hörte die Geschichte und entschied sich, dazu Musik zu schreiben.

## Titelliste
1. The Crane Wife, Pt. 3 – 4:18
2. The Island – 12:26
  1. Come and See
  2. The Landlord’s Daughter
  3. You’ll Not Feel the Drowning
3. Yankee Bayonet (I Will Be Home Then) (Duett mit Laura Veirs) – 4:18
4. O Valencia! – 3:47
5. The Perfect Crime #2 – 5:33
6. When the War Came – 5:06
7. Shankill Butchers – 4:39
8. Summersong – 3:31
9. The Crane Wife 1 and 2 – 11:19
10. Sons & Daughters – 5:13

### Bonustracks
1. After the Bombs (iTunes Bonustrack) – 5:04
2. Culling of the Fold (Tower Records Bonustrack) – 4:24
3. The Perfect Crime #1 + The Day I Knew You’d Not Come Back (Starbucks Bonustrack) – 15:17
4. Hurdles Even Here (Starbucks Bonustrack) – 4:31

## Kritiken
The Crane Wife wurde von vielen Kritikern sehr gut angenommen. Der Metascore des Albums steht zurzeit bei 84 %.
Die Hörer des National Public Radio wählten The Crane Wife zum besten Album des Jahres 2006. In der renommierten Pitchfork Media Liste der besten Alben des Jahres, kam es auf Rang 41. Bis Dezember 2008 wurden in den USA 284.000 Exemplare des Albums verkauft.

## Sonstiges
Der Song The Crane Wife, Pt. 3 wurde in verschiedenen Serienepisoden und Werbefilmen gespielt:
- Im Werbespot We von Mike Mills für AT&T, in Partnerschaft mit dem US-Team zu den Olympischen Sommerspielen 2008.[5]
- In der fünften Episode der sechsten Staffel (My Friend with Money) der US-Sitcom Scrubs – Die Anfänger.
- In der sechsten Episode der ersten Staffel (Maxxie and Anwar) von Skins – Hautnah.
- Im Trailer für den Film Sunshine Cleaning.
- Gecovert von Marianne Faithfull in der Late Show with David Letterman vom 31. März 2009 sowie am 14. April bei Later with Jools Holland.

Der Song Shankill Butchers wurde von Sarah Jarosz gecovert für ihr Debütalbum Song Up in Her Head.